# Ібенешть (комуна, Ботошань)
Ібенешть, Ібенешті (рум. Ibănești) — комуна у повіті Ботошані в Румунії. До складу комуни входять такі села (дані про населення за 2002 рік):
- Ібенешть (2393 особи)
- Думбревіца (1804 особи)

Комуна розташована на відстані 403 км на північ від Бухареста, 40 км на північний захід від Ботошань, 135 км на північний захід від Ясс.

## Населення
За даними перепису населення 2002 року у комуні проживали 4197 осіб. Усі жителі комуни рідною мовою назвали румунську.
Національний склад населення комуни:
| Національність | Кількість осіб | Відсоток |
| -------------- | -------------- | -------- |
| румуни         | 4196           | > 99,9%  |
| угорці         | 1              | < 0,1%   |

Склад населення комуни за віросповіданням:
| Релігія            | Кількість осіб | Відсоток |
| ------------------ | -------------- | -------- |
| православні        | 3609           | 86,0%    |
| п'ятдесятники      | 326            | 7,8%     |
| бретрени           | 109            | 2,6%     |
| адвентисти         | 106            | 2,5%     |
| не релігійні       | 12             | 0,3%     |
| баптисти           | 3              | 0,1%     |
| старообрядці       | 2              | < 0,1%   |
| римо-католики      | 1              | < 0,1%   |
| не вказали релігію | 2              | < 0,1%   |

## Зовнішні посилання
- Дані про комуну Ібенешть на сайті Ghidul Primăriilor [Архівовано 28 червня 2009 у Wayback Machine.]